# Francisco Acebal y Arratia
Francisco Acebal y Arratia (ur. 18 maja 1795 w Menagarai, zm. ok. 1854–1857 w Madrycie ?) – hiszpański polityk, przedsiębiorca i kolekcjoner sztuki.

## Życiorys
W dzieciństwie wyjechał z wujem parlamentarzystą Franciskiem Urquijo de Irabien do Madrytu. Porzucił studia na Uniwersytecie w Alcalá de Henares, aby zająć się polityką i biznesem. Jego kariera polityczna rozwijała się na królewskim dworze, chociaż czasami działał reprezentując rodzinną prowincję Álava. Brał udział w Trzyleciu liberalnym, za swoje poglądy został wygnany z kraju w 1823, po przywróceniu monarchii absolutnej. Wyjechał do Francji i Anglii, gdzie odwiedzał zakłady przemysłowe. Wrócił do Hiszpanii w 1824, prawdopodobnie otrzymując przebaczenie króla, i dalej rozwijał swoje interesy.
W 1847 otrzymał Order Zakonu Alcantara. W jego kolekcji sztuki znajdowało się kilka dzieł Francisca Goi: Śpiąca kobieta, Młode kobiety z dzbanami, Maja i Celestyna oraz szkice do obrazów Święty Franciszek Borgiasz u łoża konającego grzesznika i Święty Franciszek Borgiasz żegnający się z rodziną.